# سيليا فرانكا
سيليا فرانكا (بالإنجليزية: Celia Franca)‏‏ (25 يونيو 1921 في لندن الكبرى - 19 فبراير 2007 في أوتا) مصممة رقص، وراقصة باليه، ومعلمة موسيقى من كندا.

## التعليم
تعلمت سيليا فرانكا في:
- مدرسة جيلدهول

## الجوائز
حصلت سيليا فرانكا على الجوائز الآتية:
- جائزة مولسون  [لغات أخرى]‏
- شريك وسام كندا
- وسام أونتاريو

## روابط خارجية
- سيليا فرانكا على موقع IMDb (الإنجليزية)
- سيليا فرانكا على موقع أول موفي (الإنجليزية)
- سيليا فرانكا على موقع كينوبويسك (الروسية)